# Chrysolina latecincta
Chrysolina latecincta es un coleóptero de la familia Chrysomelidae.
Fue descrita científicamente en 1896 por Demaison.